# Łęczna
Łęczna (udtale: [ˈwɛnt͡ʂna]) er en by og en kommune (Gmina) i det sydøstlige Polen i det tidligere Lillepolen. Den ligger i voivodskabet Lublin (Województwo lubelskie) og har 17.826(2023) indbyggere og et areal på		11,00 km². Den er administrationsby i powiatet (amt) Łęczna.
Łęczna ligger på toppen af bakkerne i Lublin højland, ved sammenløbet af de to floder – Wieprz, og Świnka.

## Historie
Første dokumenterede omtale af landsbyen Łęczna stammer fra år 1252. På det tidspunkt var området øst for Lublin (det østlige grænseland til Lillepolen) tyndt befolket, uden nogen byer og med få landsbyer, da regionen hyppigt blev angrebet af mongolerne, tatarer, litauere, jotvingere og østslavere. Dette ændrede sig i slutningen af det 14. århundrede, efter Krevo-unionen (1385), da den Polsk-Litauiske Union blev oprettet mellem Kongeriget Polen og Storhertugdømmet Litauen. I 1462 solgte en lokal adelsmand (se szlachta), Zbigniew z Łęcznej, landsbyen til Tęczyński-familien. Fem år senere, den 7. januar 1467, modtog Jan af Tęczyn, kastellan i Kraków, Magdeburg-byrettigheder for byen Łęczna (opkaldt efter landsbyen) , ved Wieprz floden. Kong Kasimir 4. Jagiellon udstedte dokumentet i Kozienice, og Łęczna var strategisk placeret på en bakke, 175 moh. Dens første beboere kom fra andre byer og landsbyer i regionen. Det var beliggende i Lublin Voivodeship i provinsen Lillepolen i Kongeriget Polens krone.